# Andreas Otto (Politiker)

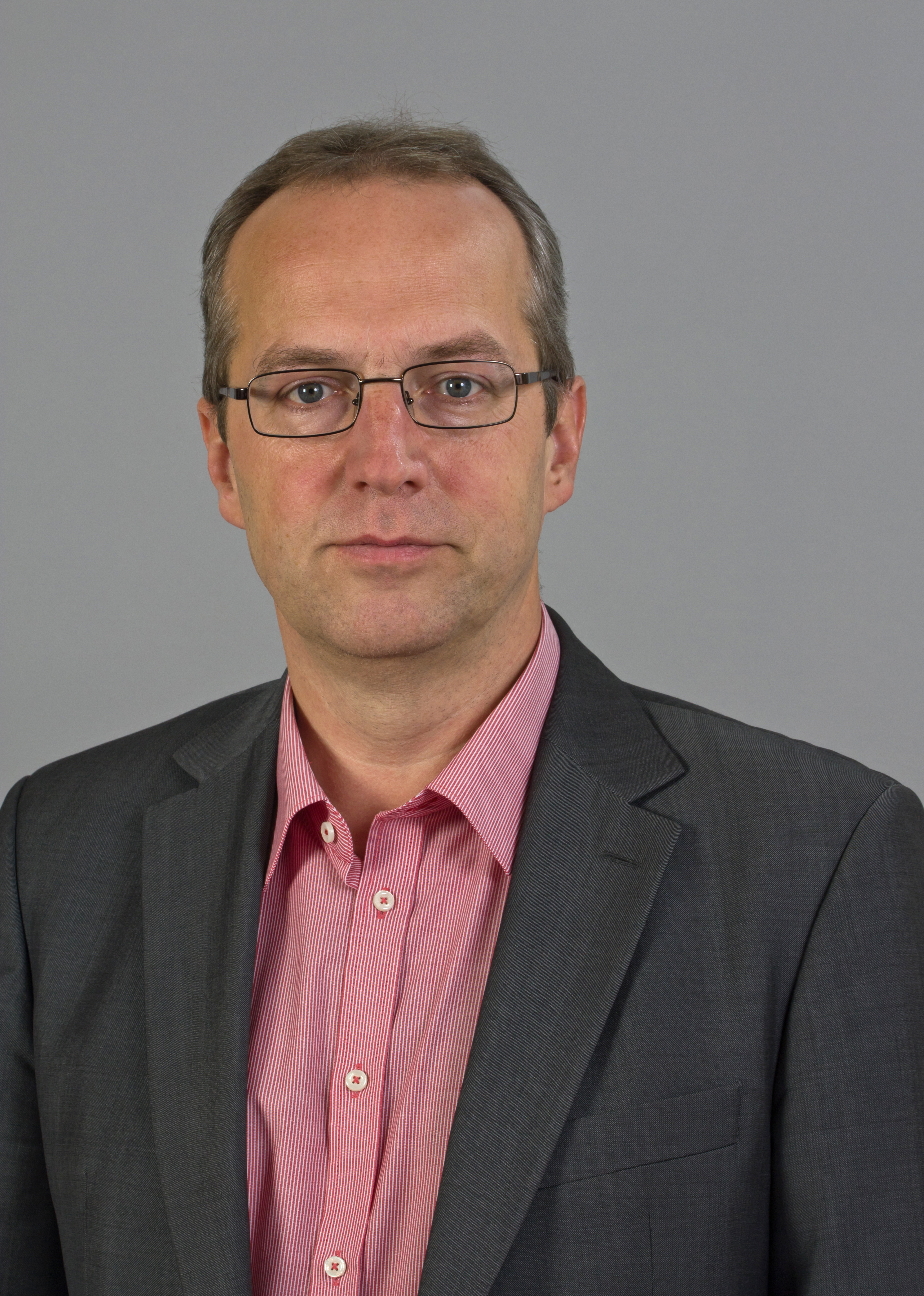
Andreas Otto (2013)

Andreas Otto (* 27. Februar 1962 in Templin) ist ein deutscher Politiker der Partei Bündnis 90/Die Grünen. Seit 2006 ist er Mitglied des Abgeordnetenhauses von Berlin. Seine politischen Themenschwerpunkte sind Bau- und Wohnungspolitik, gemeinsame Landesplanung Berlin-Brandenburg und Europa. Außerdem beschäftigt er sich mit der Aufarbeitung der SED-Diktatur.

## Leben und Beruf
Otto wuchs mit zwei Geschwistern in einem christlich geprägten Elternhaus in der Uckermark auf. Seine Schulzeit und Jugend verbrachte er in Bernau bei Berlin. In dieser Zeit war er weder Pionier noch Mitglied der Freien Deutschen Jugend (FDJ). Nach dem Abschluss der 10. Klasse machte er eine Ausbildung zum Elektriker im Kabelwerk Schönow, wo er diesen Beruf bis zur Einberufung durch die Nationale Volksarmee (NVA) ausübte. Er entschied sich für den waffenlosen Wehrdienst als Bausoldat und leistete diesen in den Jahren 1983/1984.
Danach zog Otto nach Ost-Berlin und begann an der Fachschule für Maschinenbau und Elektrotechnik das Studium der Elektrotechnik. Nach seinem Abschluss arbeitete er von 1988 bis zur Schließung des Werks 1991 beim VEB Messelektronik Berlin. Nach einer kurzen Phase der Arbeitslosigkeit und einem Aufbaustudium in Informatik an der Fachhochschule für Technik und Wirtschaft Berlin zum Dipl.-Ing. (FH) wurde er 1993 Geschäftsführer der Robert-Havemann-Gesellschaft Berlin, die sich der Aufarbeitung der Geschichte der DDR und der DDR-Opposition widmet. Die Arbeit seines Teams wurde 2005 mit dem Grimme Online Award für die Internet-Seite „Jugendopposition.de“ gewürdigt. Otto ist Vater von zwei Kindern.

## Politik

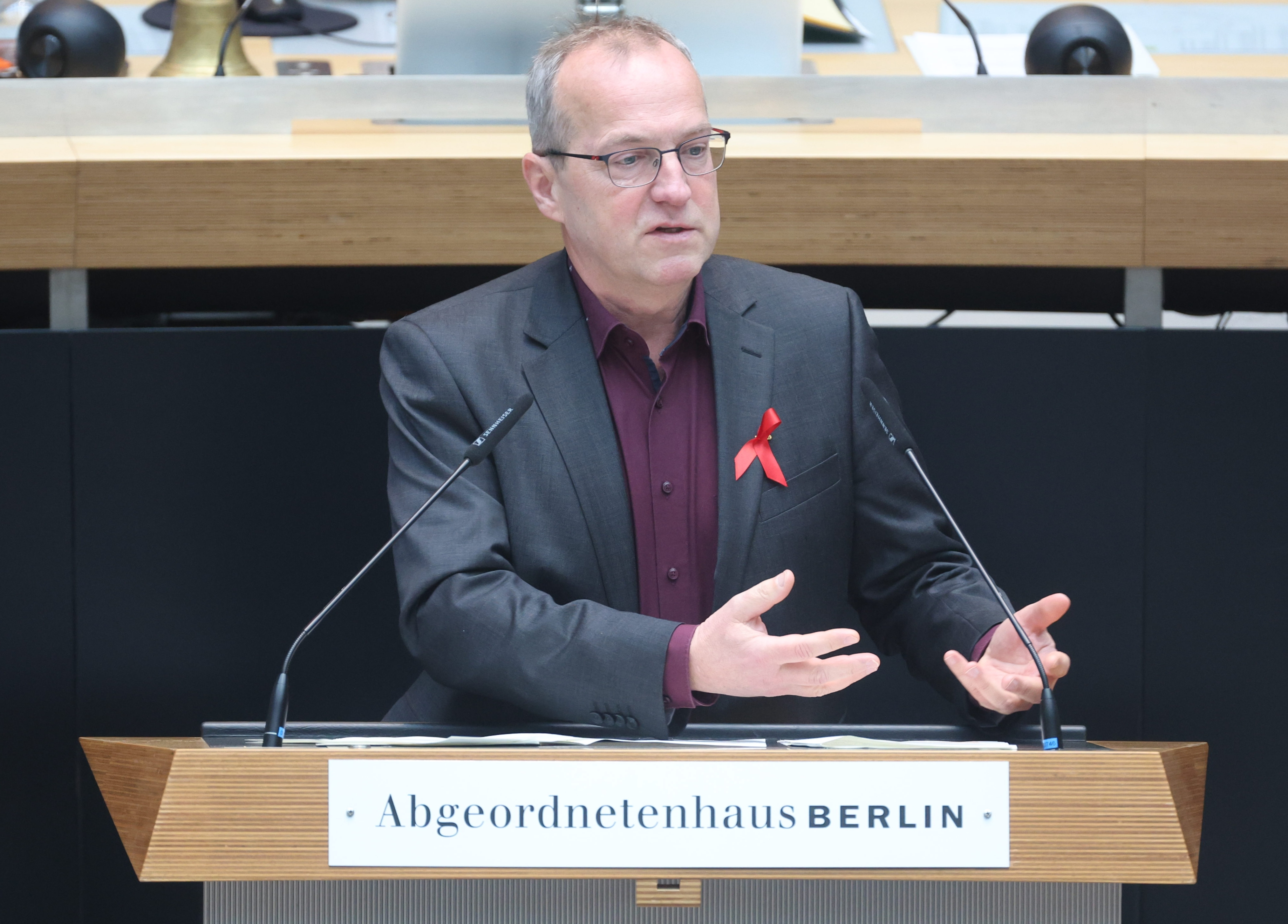
Andreas Otto im Abgeordnetenhaus von Berlin (2024)

Vor dem Mauerfall engagierte sich Otto in der evangelischen Kirche. Er beteiligte sich 1987 an den Protesten gegen den Überfall auf die Umwelt-Bibliothek und wirkte ehrenamtlich in der kirchlichen Jugendarbeit. 1989 beteiligte er sich an der friedlichen Revolution und den großen Demonstrationen in Berlin.
Nach dem Mauerfall entschied sich Otto, seiner Gesinnung als Umweltschützer folgend, der Grünen Partei der DDR beizutreten. Er kandidierte bei der ersten freien Kommunalwahl in der DDR 1990 für die Stadtbezirksversammlung Prenzlauer Berg (später Bezirksverordnetenversammlung). Seitdem war er bis zum Jahr 2006 ununterbrochen Mandatsträger für die Grünen (ab der Bezirksfusion 1999 in der Bezirksverordnetenversammlung Pankow) und von 1992 bis 2006 ihr Fraktionsvorsitzender. In dieser Zeit lag der Schwerpunkt seiner politischen Arbeit auf der Stadterneuerung von Prenzlauer Berg, dem Ausweisen von Sanierungsgebieten, der Modernisierung von Wohnraum und dem Aufbau einer zeitgemäßen Infrastruktur.
2006 wurde Otto mit 34,3 % der Erststimmen im Wahlkreis Pankow 6 in das Abgeordnetenhaus von Berlin gewählt. Damit zog er als erster Ostdeutscher für Bündnis 90/Die Grünen über ein Direktmandat in einen Landtag ein. In seiner ersten Legislaturperiode war er bau- und wohnungspolitischer Sprecher der Fraktion. Des Weiteren war er Mitglied in den Untersuchungsausschüssen zum Bauskandal Spreedreieck und zur landeseigenen Wohnungsbaugesellschaft Howoge. Von 2009 an war er Mitglied des Hauptausschusses des Abgeordnetenhauses und haushaltspolitischer Sprecher seiner Fraktion.
Im Jahre 2011 wurde Otto in seinem Wahlkreis mit 35,1 % direkt wiedergewählt. Er wurde wieder bau- und wohnungspolitischer Sprecher seiner Fraktion und wurde zum neuen Vorsitzenden des Ausschusses für Bauen, Wohnen und Verkehr gewählt. Außerdem wurde er Mitglied des Ausschusses für Europa- und Bundesangelegenheiten, Medien.
In der bundesweiten Presse bekannt wurde Otto durch sein Wirken im Untersuchungsausschuss zum Flughafen BER. Dort trat er als Kritiker des Regierenden Bürgermeisters und damaligen Aufsichtsratsmitglieds Klaus Wowereit in Erscheinung.
Am 6. November 2012 wurde Otto vom Kreisverband Pankow als Direktkandidat für die Bundestagswahl 2013 im Bundestagswahlkreis Berlin-Pankow aufgestellt. Er bewarb sich mit den Themen Bauen, Wohnen, faire Mieten und Infrastruktur. Die Mitglieder des Landesverbands Berlin von Bündnis 90/Die Grünen wählten ihn außerdem auf den aussichtsreichen Platz 4 der Landesliste der Grünen, der aber nicht für den Einzug in den Bundestag ausreichte.
Otto kandidierte erneut für das Abgeordnetenhaus und gewann den Direktwahlkreis Prenzlauer Berg Nordwest 2016 erneut mit 36,5 %. 2021 gewann er mit 41,3 % der Erststimmen, dem besten Ergebnis aller Bündnisgrünen Kandidaten bei dieser Wahl.
In seiner Sprecherfunktion ist er aktuell für Baupolitik sowie für Berlin-Brandenburg zuständig. In seiner letzten Wahlperiode war er Mitglied im Ausschuss für Stadtentwicklung und Wohnen sowie Vorsitzender des Ausschusses für Europa- und Bundesangelegenheiten, Medien.
Bei der Abgeordnetenhauswahl 2021 und der Wiederholungswahl 2023 konnte Otto seinen Sitz im Abgeordnetenhaus verteidigen.